# Thorecta murrayella
Thorecta murrayella är en svampdjursart som beskrevs av Lendenfeld 1889. Thorecta murrayella ingår i släktet Thorecta och familjen Thorectidae.
Artens utbredningsområde är havet utanför Indien. Inga underarter finns listade i Catalogue of Life.